# Grünrüssler

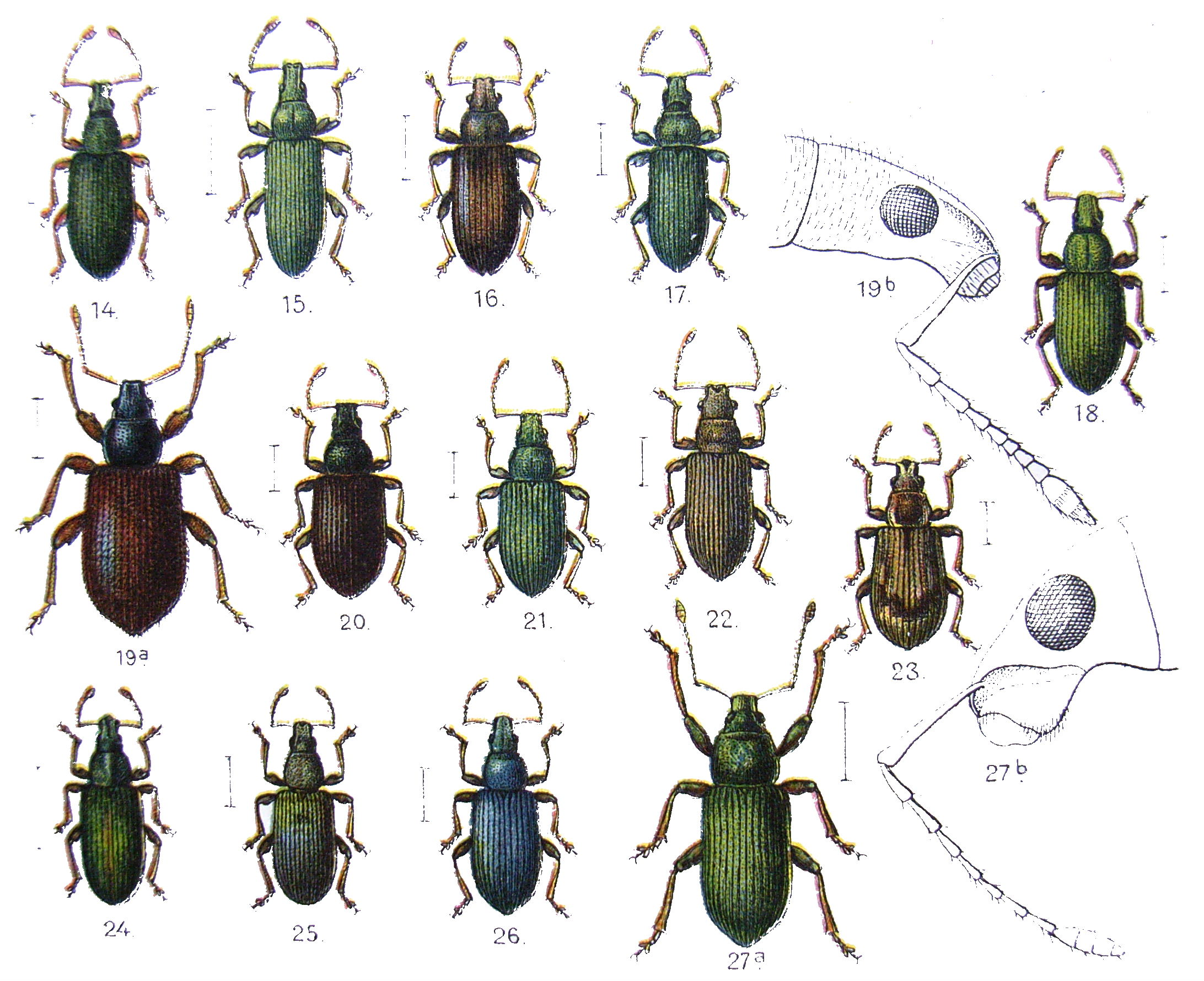
Bild 1: 14.–23. Phyllobius-Arten und 24.–27 Polydrusus-Arten aus E. Reitter, Fauna Germanica Bd. V 1916

Die Grünrüssler als ökologische Gruppe umfasst gewöhnlich unter einem Zentimeter lange Rüsselkäfer mit folgenden Eigenschaften
- Die meisten Arten sind durch Schuppen lebhaft grün gefärbt
- Ihre Larven, die an Wurzeln nagen, sind potentielle Schädlinge
- Die adulten Tiere nagen an Blättern und sind ebenfalls potentielle Schädlinge

Unter diesen Gesichtspunkten bilden sie für Naturfreunde, Gärtner, Obst- und Waldbauern sowie Produzenten von Insektiziden usw. eine Einheit.
Insbesondere Forstleute fassen unter Grünrüssler die Arten der Gattungen Phyllobius und Polydrusus (früher Polydrosus) zusammen. Bild 1 zeigt Vertreter dieser beiden Gattungen. Sie stimmen nicht nur in den oben genannten drei Gesichtspunkten überein, sondern auch noch im Körperbau durch folgende Charakteristika:
- Durch den breiten kurzen Rüssel wirkt der Kopf von oben besehen rechteckig, der Halsschild ist nur wenig breiter und glockig gewölbt, die Flügeldecken dagegen sind etwa doppelt so breit und setzen sich mit den ausgeprägten Schultern deutlich vom Halsschild ab. Das zwischen dem Ansatz der Flügeldecken liegende Schildchen ist deutlich sichtbar und dreieckig. Die Flügeldecken verbreitern sich nach hinten bis zum letzten Drittel leicht und laufen dann fast geradlinig zu einer Spitze zusammen.
- Die beiden Kieferpaare sind freiliegend. Die Fühler sind auffallend lang und dünn, das erste Fühlerglied (der Schaft) erreicht mindestens den Vorderrand der Augen, die abgewinkelte Geisel besteht aus sieben deutlich sichtbaren Gliedern und die abschließende Keule besteht aus vier Gliedern. Die Augen sind rundlich und seitenständig.
- Die Beine sind kräftig, die Klauen an der Basis miteinander verwachsen. Die Vorderschenkel sind leicht nach innen gebogen, auf der Innenseite befindet sich meist ein gut sichtbarer Dorn.

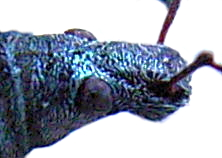
Bild 2: Fühlergrube Phyllobius

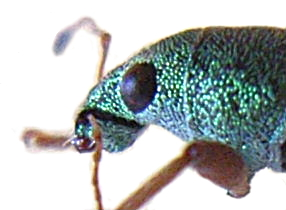
Bild 3: Fühlergrube Polydrusus

Der gravierende systematische Unterschied liegt in der Form der Fühlergrube. Die Fühlergrube ist die Vertiefung im Rüssel, in der der Fühler eingelenkt ist. Damit die Käfer die Fühler schützend an den Körper anlegen können, mündet die Fühlergrube häufig in eine Rille, in die der Schaft des Fühlers zu liegen kommt. Bei Phyllobius ist diese Rille nur durch eine Ausbuchtung der Fühlergrube an der Rüsseloberseite angedeutet (Bild 1 Fig. 19b und Bild 2), bei Poydrusus verläuft sie deutlich ausgeprägt an der Rüsselseite in Richtung unter die Augen (Bild 1 Figur 27b und Bild 3). Deswegen bilden Phyllobius und Polydrusus nicht nur verschiedene Gattungen, sondern sie gehören sogar verschiedenen Unterfamilien der Rüsselkäfer an.
Weitere grüne Rüsslerarten sind dadurch gekennzeichnet, dass die Flügeldecken nicht durch eine Schulter hervortreten, sondern abgerundet sind, das Schildchen nicht deutlich sichtbar dreieckig ist oder andere oben aufgeführte Eigenschaften nicht zutreffen. Es sei darauf hingewiesen, dass die Flut der im Netz gezeigten Fotos von Grünrüsslern häufig unzureichend und nicht selten falsch bestimmt sind.